# Erdélyi József (költő)
Erdélyi József (eredeti neve: Árgyelán József) (Újbátorpuszta, 1896. december 30. – Budapest, 1978. október 4.) háromszoros Baumgarten-díjas magyar költő. (1929, 1931, 1933)

## Életpályája
Román apa és a magyar P. Szabó Erzsébet gyermeke. Nagyszalontán, Déván és Mezőtúron járt iskolába. Az I. világháborúban harcolt az orosz fronton. 1918-tól a Debreceni Egyetemen jogot tanult, majd Budapesten besorozták vöröskatonának, s a román frontra került.
Hatott József Attilára, Illyés Gyulára, de még Babits Mihályra is.[forrás?] Első versei 1921-ben a Nyugatban jelentek meg. 1923-tól az Est-lapok munkatársaként dolgozott. 1922-ben Szabó Dezső bevezetésével jelent meg Ibolyalevél című kötete. 
1944-ben Nyugatra menekült, majd Romániában bujkált, 1947-ben önként jelentkezett a román hatóságoknál. Elítélték háborús bűnösként. Szabadulása után (1950) az irodalmi életbe Visszatérés című verseskötetével tűnt fel ismét 1954-ben.
Évtizedekig élt a Budapest XII. kerületében, a Krisztinavárosban.

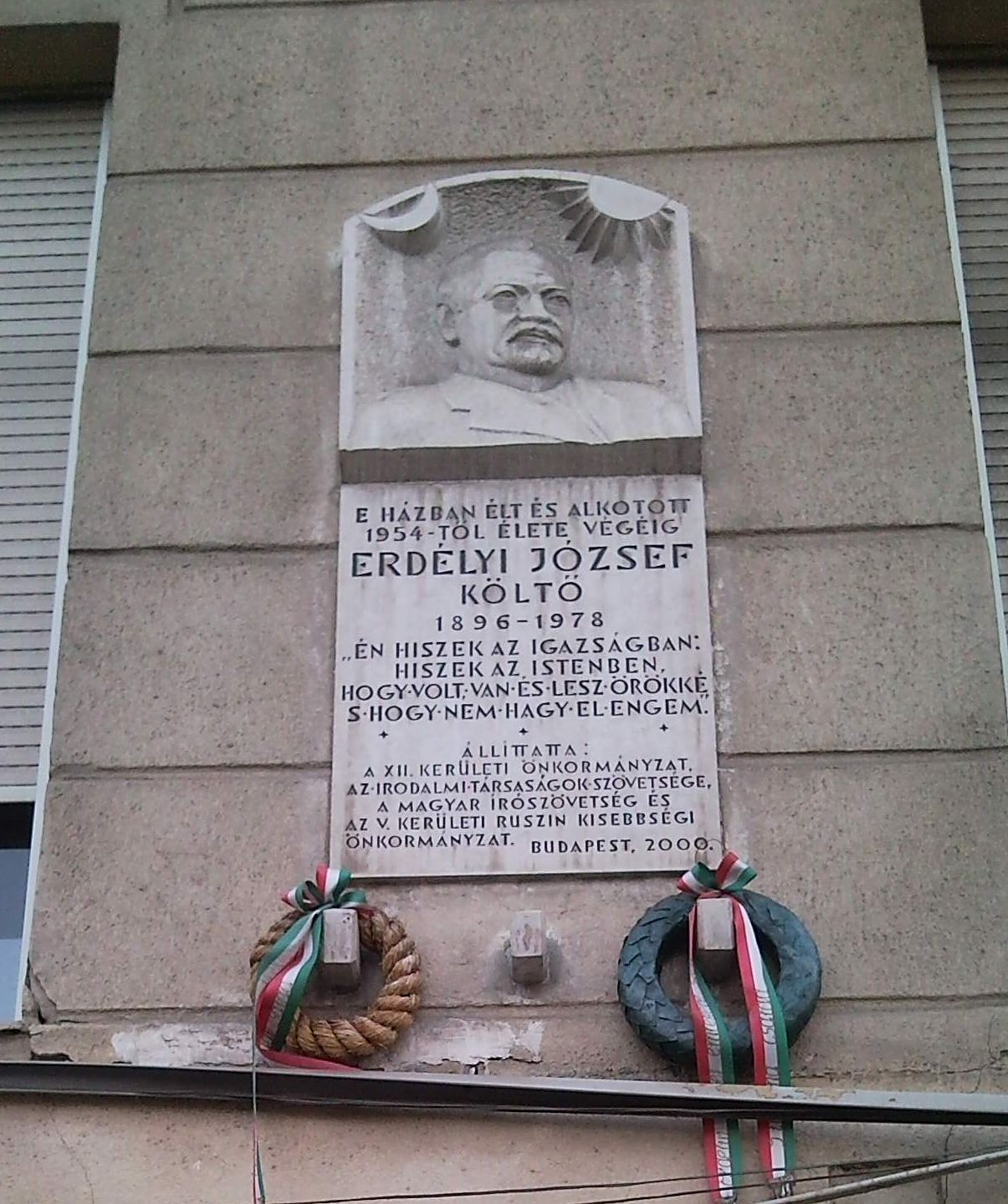
Emléktáblája:
Budapest, XII. kerület, Királyhágó utca 2.

Három éve Ibolyalevél címmel ösztövér verses füzet jelent meg egy addig ismeretlen ifjú költőtől. A huszonnégy, többnyire kurta, igen sokszor népdalszerű költemény élénk figyelmet keltett. Hatásának legfőbb titka talán az volt, hogy kevés költő jelentkezett az utóbbi években, ki annyira híján lett volna a külső hatások vadászásának. Megszólalása szinte forradalmian egyszerű volt. Már maga az is meglepetésszámba ment, hogy egy egészen fiatal poéta nem Adyban keres követni való példát, hanem Petőfiben. De azért Petőfi-utánzó sem volt. Valami meglepő természetességgel adoptálta Petőfi formáit, mikben meg tudta őrizni a maga egyéni jegyeit.

## Munkássága
Költői fellépése az 1920-as években valósággal forradalmat hozott. A „nyugatos líra” általános sikere idején Petőfi Sándor lírai örökségét, a népköltészet hagyományát keltette életre. A hagyományos formát modern érzékenységgel, nyugtalansággal szőtte át. Költészetében a leírás és ábrázolás kapott szerepet: táj- és életképekben, emlékek rajzában, epikus költeményekben fejezte ki érzéseit. Ezzel az 1920-as évek tárgyias költői szemléletének előfutára lett. 
Lázadóként lépett fel, az elnyomott szegényparasztság követeléseit szólaltatta meg. A népi írók jobbszárnyának egyik hangadója volt, a jobboldali radikális ideológia hatása alá került (a nyilas „Virradat”-ban megjelentette Solymosi Eszter vére című antiszemita versét, publikált az Egyedül Vagyunkban és a Bosnyák Zoltán nevével fémjelzett „Harc” című lapban, amely köztudottan a Zsidókérdéskutató Magyar Intézet hivatalos orgánumának számított. Később belépett a Nemzeti Front nevű szélsőjobboldali pártba). A háború alatt is megjelentetett antiszemita verseket, pl. az is versírásra ihlette, hogy egy kilakoltatott zsidó család lakását kapta meg. a magyar problémák fő okozóját az ún. zsidókérdésben látta.

## Művei

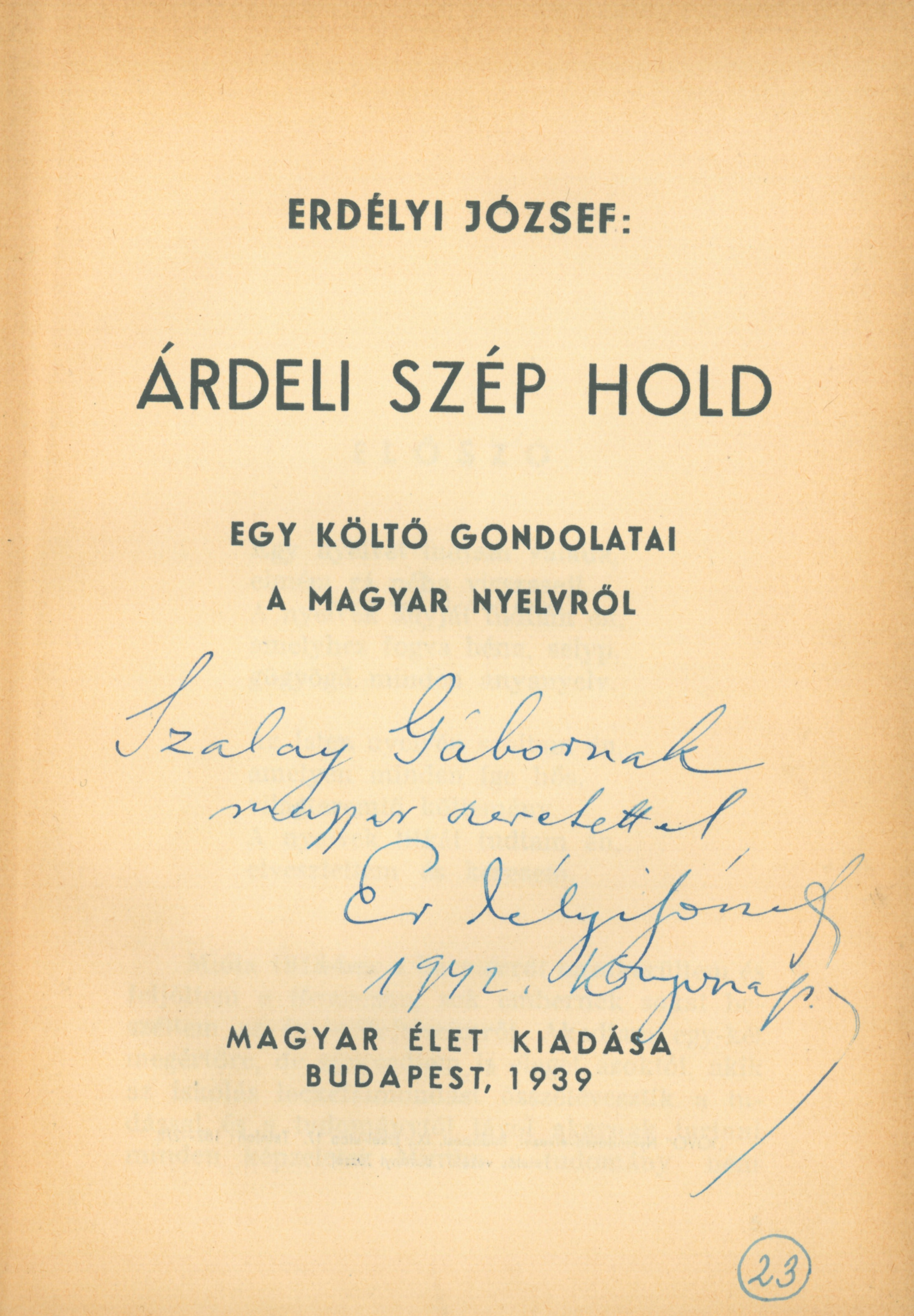
Erdélyi József költő által dedikált Árdeli szép hold c. kötetének címlapja 1942-ből

### 1944-ig
- Ibolyalevél. Versek; Táltos, Budapest, 1922
- Világ végén. Költemények; Athenaeum Ny., Budapest, 1925
- Délibáb és szivárvány; szerzői, Pápa, 1927
- Az utolsó királysas. Erdélyi József költeményei 1924–1928; szerzői, Pápa, 1928
- Kökényvirág. Költemények; szerzői, Pápa, 1930
- Tarka toll. Költemények; szerzői, Pápa, 1931
- Felkelt a nap. Erdélyi József 36 verse; Napvilág, Budapest, 1933
- Téli rapszódia és három mese. Versek; szerzői, Pápa, 1934
- Negyedik rapszódia; Válasz, Kecskemét–Budapest, 1937
- Eb ura fakó; Kelet Népe, Budapest, 1938
- Kiáltás a Dunán. Rapszódia 25 részben; Bartha Miklós Társaság, Budapest, 1938
- Halad az ék. Erdélyi József újabb versei; szerzői, Budapest, 1938
- Fehér torony. Erdélyi József válogatott versei. 1913–1938; Bartha Miklós Társaság, Budapest, 1938
- Örök kenyér. Elbeszélések; Harc, Budapest, 1938
- Mulató (versek, 1939)
- Árdeli szép hold. Egy költő gondolatai a magyar nyelvről; Magyar Élet, Budapest, 1939
- Látjátok feleim. A Halotti beszéd költészete; Turul Szövetség, Budapest, 1939
- Emlék. Versek; Magyar Élet, Budapest, 1940
- Villám és virág. Versek; Turul, Budapest, 1941 (Turul könyvek)
- Zenélő kecske. Verses mesék; ill. Fáy Dezső; Magyar Élet, Budapest, 1941
- Niobe. Hitregék; szerzői, Kecskemét, 1941
- Erdélyi József–Sinka István–Sértő Kálmán: Három csillag; ill. Fáy Dezső; Stádium Ny., Budapest, 1941 (Nemzeti könyvtár)
- Fegyvertelen. Önéletrajz; Turul, Budapest, 1942 (Turul könyvek)
- A harmadik fiú. Önéletrajz; Turul, Budapest, 1942 (Turul könyvek)
- Örökség. Versek; Stádium, Budapest, 1943
- Toldi-kéz. Versek; Turul, Budapest, 1943 (Magvető könyvtár)
- Riadó; Stádium, Budapest, 1944

### 1945–1978
- Visszatérés. Új versek. 1945–1954; Szépirodalmi, Budapest, 1954
- Csipkebokor. Válogatott versek 1919–1954; Szépirodalmi, Budapest, 1955
- Arany ménes; Magvető, Budapest, 1959
- Csillag és tücsök; Magvető, Budapest, 1963
- Szőlőfürt; Magvető, Budapest, 1965
- Esti dal; Magvető, Budapest, 1969
- Cirokhegedű; Magvető, Budapest, 1972
- Aranylakodalom. Öt évtized válogatott versei; Szépirodalmi, Budapest, 1972
- Zengő csillag; Szépirodalmi, Budapest, 1976

### 1979–
- Csontfurulya; Magvető, Budapest, 1979
- Aranyalma. Kiadatlan versek, 1917–1978; Magvető, Budapest, 1982
- Fehér torony. Összegyűjtött versek, 1-2.; szerk. Hartyányi István, Medvigy Endre; Püski, Budapest, 1995
- Erdélyi József válogatott versei; vál., utószó Görömbei András; Unikornis, Budapest, 1996 (A magyar költészet kincsestára)
- Árdeli szép hold; Magyar Ház, Budapest, 2005 (Magyar Ház könyvek)
- Fekete tölgy. Négyszáz vers; szerk. Medvigy Endre; Hungarovox, Budapest, 2016